# Tom and Jerry (band)
Tom and Jerry var en amerikansk musikduo som bildades av Art Garfunkel och Paul Simon 1957. De tog sig namnen Tom Graph och Jerry Landis och bandnamnet Tom and Jerry.
Den första singeln, "Hey Schoolgirl", utgavs med B-sidan "Dancin' Wild" samma år. "Hey Schoolgirl" sålde över 100 000 exemplar och nådde 49:e plats på Billboard. Simon och Garfunkel delade på cirka 4 000 dollar från låten, och tjänade två procent vardera på royalties. De utgav ytterligare två singlar på Big Records, "Our Song" och "That's My Story".
År 2002 utgav Superior Records samlingsalbumet Tom & Jerry.